# 三浦幸平
三浦幸平（みうら こうへい、1890年（明治23年）8月19日 – 1975年（昭和50年）6月7日）は、日本の教育者。教育功労者。従四位旭日中綬賞。妻は山田橋衛の長女愛子。

## 概要
東京物理学校（現・東京理科大学)理化学科を首席で卒業。愛知県立第一中学校（現旭丘高校）の嘱託教員、名古屋高等工業学校（現・名古屋工業大学）の助教授を経て、1938年に工業技術教育を実現するため名古屋第一工学校を創立。1945年に名古屋大空襲により名古屋第一工学校が全焼。1950年愛知常磐女子高等学校と合併し常磐高等学校を設立し校長兼財団法人常磐学園理事長となる。1951年に学校法人三浦学園に名称変更。1964年に中部工業大学(現中部大学)を設立し学長に就任。1975年に死去。従四位に叙せられ、旭日中綬章を授与された。

## 来歴

### 生い立ち
1890年8月19日、父・三浦幸蔵と母・とくの二男として愛知県知多郡成岩北荒居576番地(現・半田市)で生まれる。1896年に共和尋常小学校、1900年には成岩町成岩尋常高等小学校高等科に進学し1904年3月に卒業。また、同年に愛知銀行半田支店(現・三菱UFJ銀行)に見習いとして就職。しかし過労のため、結核になり退職する。
1909年教師になるため、知多郡設尋常小学校準教員講習所の講習を受ける。同郡の小学校教員を6年間務める。後に物理や数学を学ぶために、1915年に東京物理学校理科学科に入学。そこで生涯の恩師となる眞嶋正市と出会う。1918年に同学校を首席で卒業し、愛知県立第一中学校(現・旭丘高校)、明倫中学(現明和高校)にて教師を務める。1921年には名古屋高等工業学校(現・名古屋工業大学)の教授となる。1925年には、三重県亀山藩の出である、元小学校長の山田橋衛の一人娘･愛子と結婚した。また、1931年6月から東京帝大工学部の造兵学教室に内地留学をし、眞嶋正市教授のもとで空気の流体力学的測定の実験をおこなった。

### 三浦学園設立
1938年に、金城英語学校の経営者･大塚繁之助から｢学校を買わないか？｣という話持ちかけられ、1939年に初代校長に眞嶋正市博士を迎えて名古屋第一工学校を開校する。開校当時は一部(昼間)・二部(夜間)の二部制で電気・機械・応用科学の三学科構成で修業年限は3年だった。しかし、太平洋戦争の末期に米軍の激しい空襲にさらされた。この空襲により名古屋第一工学校は本校・分教場ともに焼失した。しかし幸いにも学校の中では死者や怪我人は一人も出なかった。新校舎ができるまでの当面の間、愛知女子商業の教室を借りていた。学校は再開したが次第に新入生も減り、借用教室の数も減らされていき、昭和22年度から生徒募集を停止せざるを得なくなった。新校舎を建てなければと考えていた際に、財団法人愛知常磐女子商業学校の経営者に再建の意思がなく、合併の話が持ち掛けられた。合併により、常磐高等学校として新制の高校が発足した。それとともに法人の名称と人事の一新も図り、三浦幸平理事長の財団法人が正式に誕生した。

### 名古屋第一工業高等学校設立
常磐高校は普通科のみで発足し、後に商業科と専攻科を設けた。しかし、当時の時代の流れでは全日制の普通科や商業科が不振だったこともあり、工業課程の学科設置を視野に入れる日々が続いていたという。そこに1954年9月、学校法人桜花学園から中部高等電波学校を譲り受け、常磐学校に電気通信学科を設置した。昼間部約250人、夜間部約80人の編入生を受け入れて無線技術士、無線通信士の養成を始めた。この合併を皮切りに工業高校への切り替えを行っていくこととなる。1957年4月に不振の商業科を廃止し、精密機械に関する技術者の養成を目的とした機械科を新設した。そして1957年12月8日の三浦学園創立19周年の記念日に常磐高等学校から名古屋第一工業高等学校に改名し、学校の基礎を固め充実させるために入部彌一、中川八太郎を1958年11月に迎えた。

### 中部工業短期大学設立
幸平は「名一工(名古屋第一工業高校)のことが軌道に乗った私には、かねてからの願望となっていた工業技術系の大学を持ちたいという理想を実現することが、70歳になった自分の胸の中で、うつぼつとして沸き立つのを覚えました」と語っており、大学の設置構想を考えていた。大学を設立する際に問題となったのは、キャンパスを何処にするかという問題であった。
1. 比較的交通の便が良い、良くなりそうな所
2. 勉強や研究に適した閑静とした所
3. 将来拡張できそうな所

この三つを兼ね備えた所でなくてはならなかった。そして白羽の矢が立ったのが春日井市松本町だった。次の問題は4年制大学にするのか、短期大学をつくり4年制大学へと発展させていくのかであった。学園の現状と各方面の意見を総合し短期大学をつくることとなった。開学日を 1962年4月に設定し、校舎の建設、教員組織、カリキュラムの編成、機械器具・什器と図書の購入を急いだ。幸平の努力により、篠原卯吉名古屋大学教養部長、佐藤知雄名古屋工業大学長からは設置学科、カリキュラム、教員組織などにおいて適切な指導と援助を得ることができ、1962年1月21日付で設置の認可を得られた。こうして中部工業短期大学は機械と電気の二学科で開学した。その後施設整備を進め1962年12月8日に開学式を挙行した。しかしながら中部工業短期大学は4年という短い期間で幕を閉じた。1963年9月に四年制工科系大学設置の方針を定め「中部工業大学設置認可申請書」を提出し翌年に認可された。

### 中部工業大学設立
中部工業大学は1966年11月19日に開校式を迎えた。文部大臣代理の佐藤知雄名工大学長、桑原幹根愛知県知事、村岡嘉六日本生産性本部中部地方本部長、そして眞嶋正市名古屋第一工学校初代校長 (東大名誉教授)ら、官公庁、産業界、地元代表、大学関係者約千人の臨席を得て、盛大、厳粛に行われた。大学ではこの日を記念して11月19日を開学記念日と定めた。開学時の設置学科は機械工学科(定員60名)、電気工学科(60名)、土木工学科(40名)、建築学科(40名)の四学科であった。その後の工業界の発展、科学技術の進歩は中部工業大学への期待を大きくした。その期待から新学科の設置、既存学科の入学定員を増やすことになった。新たに生産機械工学科、電子工学科、工業化学科、工業物理学科を設置し、既設の4学科の一学年の入学定員はそれぞれ80人、新規四学科は60人とした。しかし大学の将来を考えた際に、量より質への転換が必要になり入学者はそのままにし入学定員を増やすことで水増し入学を防いだ。教員を増員し施設設備を充実させ入学定員を増やしたが、科学技術の進歩と輸出増加によって、需要は増え続け1981年（昭和56年）4月には工学部八学科全体で入学定員は1000人の大台に乗った。

### 逝去と学園葬
1975年6月7日心不全のため永眠（満84歳没）。学園葬は6月27日に約2500人の参列のもと行われた。幸平の生前の功績を讃えて1981年（昭和56年）6月7日をもって従四位勲三等旭日中綬賞が贈られた。

## 略歴
出典は中部大学ウェブサイト。
- 1890年8月‐愛知県知多郡成岩町北荒居576番地に生まれる。
- 1904年4月‐愛知銀行半田支店（現三菱UFJ銀行）に見習いとして就職。
- 1909年9月‐知多郡設尋常小学準教員講習所の講習を受け卒業。
- 1909年10月‐知多郡常滑尋常高等小学校の代用教員となる。
- 1910年10月‐知多郡成岩第一尋常高等小学校の準訓導となる。
- 1915年4月‐東京物理学校理科学科に入学。
- 1918年4月‐愛知県立第一中学校（現・旭丘高等学校）の嘱託教員となる。
- 1919年4月‐愛知県立明倫中学校（現・明和高等学校）の教諭となる。
- 1921年4月‐名古屋高等工業学校（現・名古屋工業大学）助教授となる。
- 1925年10月‐山田愛子と結婚。
- 1931年6月‐研究員として東京帝国大学工学部へ内地留学。
- 1931年8月‐教授に昇任。
- 1931年9月‐従七位に叙せられる。
- 1933年9月‐正七位に叙せられる。
- 1936年1月‐従六位に叙せられる。
- 1938年12月‐名古屋第一工学校を設置。
- 1939年3月‐正六位に叙せられる。
- 1941年3月‐従五位に叙せられる。
- 1941年3月‐名古屋第一工学校副校長に就任。
- 1944年7月‐名古屋第一高学校校長に就任。
- 1947年4月‐名古屋工業中学校を設置し校長に就任。
- 1950年4月-常磐中学校に名称変更、常磐高等学校を設置。
- 1951年3月-財団法人常磐学園を学校法人三浦学園に組織変更。
- 1953年5月-教育功労者として表彰。
- 1953年11月-産業教育功労者として表彰。
- 1957年12月-常磐高等学校を名古屋第一工業高等学校に変更。
- 1962年4月-中部工業短期大学を設置。
- 1964年4月-中部工業大学を設置。
- 1965年4月-中部工業大学付属高等学校を設置。
- 1966年4月-勲三等に叙せられる。
- 1971年4月-中部工業大学大学院を設置。
- 1975年6月-病のため逝去。
- 1975年6月-従四位に叙せられ旭日中綬賞を授与される。